# شبگرد گوش‌دار بزرگ
شبگرد گوش‌دار بزرگ (نام علمی: Lyncornis macrotis) نام یک گونه از تیره شبگردان است.